# Выползово (Самарская область)
Вы́ползово — село в Волжском районе Самарской области. Входит в состав сельского поселения Рождествено.

## География
Село находится на востоке Самарской Луки на краю поймы Волги, в походе северной лесостепи с оподзоленными черноземами и аллювиальными почвами, на расстоянии примерно 5 км к северо-востоку от центра поселения села Рождествено напротив города Самара, административного центра района и области.

### Часовой пояс
Село Выползово, как и вся Самарская область, находится в часовой зоне МСК+1. Смещение применяемого времени относительно UTC составляет +4:00.

## История
Впервые упоминается в 1639 году. Предполагается, что село являлось выселками из села Подгоры.

## Население
| 2010 |
| ---- |
| 328  |

### Национальный состав
Согласно результатам переписи 2002 года, в национальной структуре населения русские составляли 73 % из 101 чел.